# Симптом Асбо-Хансена
Симптом Асбо-Хансена (blister spread sign) — это диагностический признак, связанный с рядом пузырных дерматозов, таких как пузырчатка (pemphigus vulgaris) и буллезный пемфигоид. Симптом проявляется увеличением площади пузыря при надавливании на его неповрежденную поверхность. Это происходит из-за распространения жидкости под кожей, что указывает на разрыв межклеточных соединений и потерю адгезии между слоями эпидермиса или между эпидермисом и дермой. 

#### Клиническое значение
Симптом Асбо-Хансена используется для дифференциальной диагностики аутоиммунных заболеваний кожи. Он подтверждает наличие подэпидермальных или внутрикожных пузырей, характерных для таких болезней, как:
- Пемфигоид буллезный — чаще встречается у пожилых и характеризуется напряженными пузырями.
- Пузырчатка вульгарная — характеризуется более мягкими пузырями, которые легко лопаются.

Симптом также может быть выявлен при токсическом эпидермальном некролизе (TEN) — тяжелой реакции кожи на медикаменты, при которой поражается более 30% поверхности тела.

#### Патофизиология
Симптом обусловлен атакой аутоантител на белки, поддерживающие адгезию клеток кожи. В результате образуются пузыри, содержащие серозную жидкость. Приложение давления заставляет эту жидкость проникать в соседние участки.

#### Лечение
Болезни, сопровождающиеся данным симптомом, требуют интенсивного лечения, включая:
- Кортикостероиды и иммунодепрессанты для снижения аутоиммунного ответа.
- В случаях токсического эпидермального некролиза — внутривенный иммуноглобулин и поддерживающая терапия.

#### История
Симптом был впервые описан в 1960 году датско-американским дерматологом Густавом Асбо-Хансеном. Также в честь него названа редкая болезнь новорожденных, характеризующаяся линейно расположенными пустулами.